# Mary Eliza Mahoney
Mary Eliza Mahoney (7 de mayo de 1845 - 4 de enero de 1926) fue la primera afroamericana en estudiar y trabajar como enfermera capacitada profesionalmente en los Estados Unidos. En 1879, Mahoney fue la primera afroamericana en graduarse en una escuela de enfermería estadounidense.
En 1908, Martha Minerva Franklin y Adah B. Thoms, dos colegas de Mahoney, se reunieron en la ciudad de Nueva York para fundar la Asociación Nacional de Enfermeras Graduadas de Color (NACGN). Mahoney, Franklin y Thoms trabajaron para mejorar el acceso a la enfermería y a las prácticas educativas y para elevar el nivel de vida de las enfermeras registradas afroamericanas. 
La NACGN desempeñó un papel fundamental en la eliminación de la discriminación racial en la profesión médica colegiada. Un aumento de la aceptación de mujeres negras en puestos médicos notables, así como la integración de la Asociación Nacional de Enfermeras Graduadas de Color con la Asociación Estadounidense de Enfermeras, provocó la disolución de la organización en 1951.
Mahoney fue incluida en el Salón de la Fama de la Asociación Estadounidense de Enfermeras en 1976. En 1993 fue incluida en el Salón Nacional de la Fama de la Mujer .

## Trayectoria

### Formación

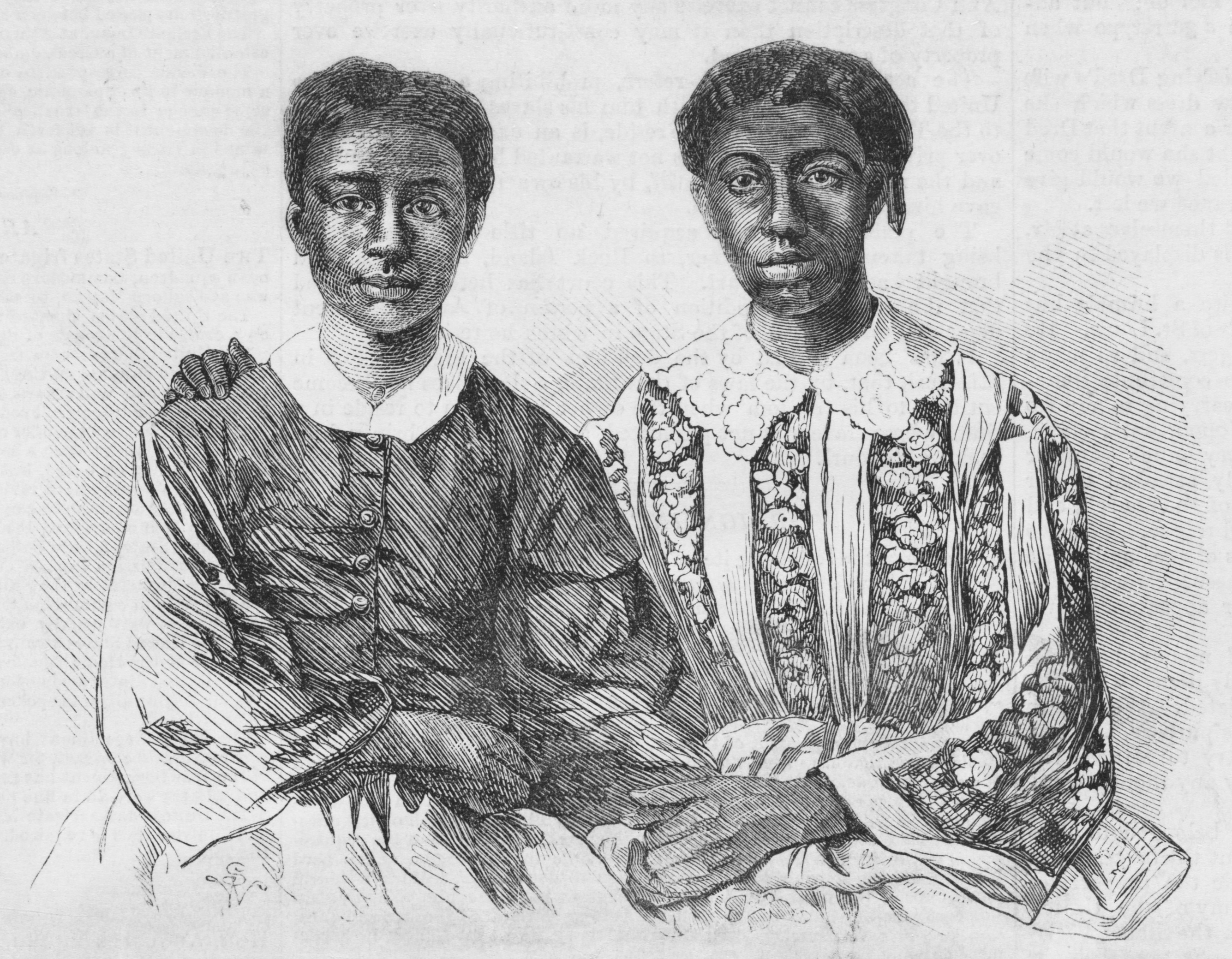
María Eliza (a la derecha)

Mary Eliza Mahoney nació en 1845 en Dorchester, Massachusetts. Sus padres eran personas libres, anteriormente esclavizadas de Carolina del Norte, que se mudaron al norte antes de la guerra de Secesión en busca de una vida con menos discriminación racial. Mahoney era la hija mayor. Uno de sus hermanos murió en la primera infancia. Desde muy joven, Mahoney fue una bautista devota que asistía a la Iglesia Bautista del Pueblo en Roxbury. Con diez años, fue admitida en la Phillips School, una de las primeras escuelas integradas de Boston, donde estudió desde primero hasta cuarto grado. El plan de estudios de la Escuela Phillips incluía enseñanzas sobre valores como la moralidad y la humanidad junto con materias generales como inglés, historia y matemáticas. 
Mahoney supo desde muy joven que quería ser enfermera, posiblemente debido a que vio el surgimiento inmediato de enfermeras durante la guerra de Secesión. Las mujeres negras en el siglo XIX enfrentaron barreras sistémicas para la capacitación formal y las oportunidades profesionales como enfermeras con licencia. Las escuelas de enfermería en el sur de Estados Unidos rechazaban las solicitudes de mujeres afroamericanas, mientras que más al norte, aunque la oportunidad aún era muy limitada, había más posibilidades de ser aceptadas en programas de capacitación y posgrado. Mahoney fue admitida en un programa de dieciséis meses en el New England Hospital for Women and Children (actualmente Dimock Community Health Center) en 1878 a la edad de treinta y tres años, junto con otros treinta y nueve estudiantes. 
Su hermana, Ellen Mahoney, asistió al mismo programa de enfermería durante un tiempo, pero no obtuvo su título.  El criterio que utilizó el hospital en el proceso de selección de estudiantes enfatizó que las cuarenta candidatas serían "buenas y fuertes, entre las edades de veintiún y treinta y un años, y tendrían una buena reputación en cuanto a carácter y disposición". 
De una clase de cuarenta, Mahoney y dos mujeres blancas fueron las únicas estudiantes que completaron el programa y recibieron su título.  Se presume que la administración aceptó a Mahoney, a pesar de no cumplir con los criterios de edad, debido a que había trabajado en el hospital como cocinera, empleada doméstica y lavandera cuando tenía dieciocho años. Mahoney trabajó casi dieciséis horas diarias durante los quince años que trabajó como trabajadora de hospital.
La formación de Mahoney requería que pasara al menos un año en los distintos departamentos del hospital para adquirir conocimientos universales de enfermería. El programa intensivo tuvo largas jornadas con cita a las 5:30 a. m., un turno de 9:30 p. m., que requería que asistiera a conferencias y lecciones para capacitarse a través de la instrucción de los médicos de la sala.
Estas conferencias incluyeron enfermería en la familia, temas fisiológicos, alimentación del enfermo, enfermería quirúrgica, enfermería de cabecera, desinfectantes y enfermería en general. Fuera de clase, los estudiantes aprendieron procedimientos junto a la cama, como tomar signos vitales y vendajes. Además, Mahoney trabajó durante varios meses como enfermera privada. 
El programa de enfermería permitía a los estudiantes ganar un salario semanal, que oscilaba entre 1 dólar y 4dólares, tras sus primeras dos semanas en el trabajo. Para muchas enfermeras eran insuficientes, ya que muchas de ellas tenían dificultades financieras y devolvieron el 25% de su salario para asistencia financiera al hospital.
Las tres cuartas partes del programa consistían en enfermeras que trabajaban en una sala quirúrgica, de maternidad o médica con seis pacientes de los que eran responsables. Los últimos dos meses del extenso programa de 16 meses requerían que las enfermeras utilizaran sus nuevos conocimientos y habilidades en entornos a los que no estaban acostumbradas como hospitales o domicilios familiares privados. Después de completar estos requisitos, Mahoney se graduó como enfermera registrada en 1879 junto con otros tres colegas. Fue la primera mujer negra en hacerlo en Estados Unidos.

### Carrera
Después de graduarse de enfermería, Mahoney trabajó durante muchos años como enfermera de atención privada, lo que le valió una reputación distinguida. Trabajó en Nueva Jersey, con viajes ocasionales a otros estados, para familias ricas, predominantemente blancas. La mayor parte de su trabajo fue con nuevas madres y recién nacidos. 
Durante los primeros años de su empleo, las enfermeras afroamericanas a menudo eran tratadas como sirvientas en lugar de profesionales. Mahoney enfatizó su preferencia por cenar sola en la cocina, alejándose de comer con el ama de llaves existente, para rechazar aún más la relación entre profesiones.
Las familias que contrataron a Mahoney elogiaron su eficiencia en su profesión de enfermera. La profesionalidad de Mahoney ayudó a elevar el estatus y los estándares de todas las enfermeras, especialmente de las minorías. Mahoney también era conocida por su habilidad y preparación. A medida que la reputación de Mahoney se extendió rápidamente, recibió solicitudes de enfermería privada de pacientes en los estados de la costa norte y sureste.
En Massachusetts, era difícil para las enfermeras afroamericanas encontrar trabajo después de graduarse debido a las limitaciones de trabajar en hogares afroamericanos o trabajar en hogares blancos que ya tenían empleados.Ella creía que todos deberían tener la oportunidad de perseguir sus sueños sin discriminación racial. Don Fredrick Douglass, un destacado abolicionista afroamericano y ex esclavo de la época, era pariente lejano de Mahoney, lo que se convirtió en una de las influencias en su participación activa contra las repercusiones de la esclavitud y la discriminación racial contra las minorías en Estados Unidos.[cita requerida]
De 1911 a 1912, Mahoney se desempeñó como directora del Orfanato de color Howard para niños negros en Kings Park, Long Island, Estado de Nueva York. El asilo sirvió como hogar para niños de color liberados y ancianos de color. Esta institución estaba dirigida por afroamericanos. Aquí, Mary Eliza Mahoney terminó su carrera, ayudando a la gente y usando su conocimiento como mejor sabía.
En 1896, Mahoney se convirtió en uno de los miembros originales de la entonces predominantemente blanca Alumna Asociada de Enfermeras de los Estados Unidos y Canadá (NAAUSC), que más tarde se convirtió en la Asociación Estadounidense de Enfermeras (ANA). A principios del siglo XX, la NAAUSC no aceptaba a las enfermeras afroamericanas en su asociación. En respuesta, Mahoney cofundó una asociación de enfermeras nueva y más acogedora, con la ayuda de Martha Minerva Franklin y Adah B. Thorns. En 1908, se convirtió en cofundadora de la Asociación Nacional de Enfermeras Graduadas de Color (NACGN). Esta asociación no discriminaba a nadie y tenía como objetivo apoyar y celebrar los logros de todas las enfermeras destacadas y eliminar la discriminación racial en la comunidad de enfermería. La asociación también  trabajó para conmemorar a las enfermeras de minorías por sus logros en el campo de la enfermería registrada. 
En 1909, Mahoney habló en la primera convención anual de la NACGN, que se convirtió en la primera vez que Martha Minerva Franklin y Adah Belle Samuels Thoms conocieron a Mahoney en persona. La NACGN luchó en sus primeros días con solo 26 enfermeras asistiendo a su primera convención nacional. En su discurso, reconoció las desigualdades en su educación de enfermería y en la educación de enfermería en ese momento.
Los miembros de la NACGN le dieron a Mahoney una membresía vitalicia en la asociación y un puesto como capellán de la organización.
Cuando se jubiló, Mahoney, preocupada por la igualdad de la mujer y firme defensora del sufragio femenino, participó activamente en el avance de los derechos civiles en los Estados Unidos. En 1920, después de que se logró el sufragio femenino en los EE. UU., Mahoney fue una de las primeras mujeres en Boston en registrarse para votar.
En 1923, Mahoney fue diagnosticada con cáncer de mama y murió el 4 de enero de 1926, a la edad de 80 años.Su tumba se encuentra en el cementerio Woodlawn en Everett, Massachusetts. En 1968, Helen Sullivan Miller, ganadora de la Medalla Mary E. Mahoney, encabezó una campaña para establecer un monumento adecuado.

## Reconocimientos
En reconocimiento a su destacado ejemplo para las enfermeras de todas las razas, la NACGN estableció el Premio Mary Mahoney en 1936. Cuando NACGN se fusionó con la Asociación Estadounidense de Enfermeras en 1951, el premio continuó. En la actualidad, el Premio Mary Mahoney es otorgado cada dos años por la ANA en reconocimiento a contribuciones significativas en el avance de la igualdad de oportunidades en enfermería para miembros de grupos minoritarios.
Fue incluida en el Salón de la Fama de la Asociación Estadounidense de Enfermeras en 1976.
En 1993 fue incluida en el Salón Nacional de la Fama de la Mujer.
Otros reconocimientos son:
- Un centro de salud lleva su nombre, Mary Mahoney Memorial, en la ciudad de Oklahoma.
- Universidad de Indiana Noroeste dio una serie de conferencias Mary Mahoney.[20]
- En abril de 2006 se redactó una Resolución de la Cámara de Representantes, Congreso de los Estados Unidos, Honrando a Mary Eliza Mahoney, la primera enfermera afroamericana capacitada profesionalmente en los Estados Unidos. H.CON. RES.386[21]
- El Centro de Diálisis Mary Eliza Mahoney es una parada en el Camino del Historia de las Mujeres de Boston.[22]

## Otras Lecturas
- Darraj, Susan Muaddi (2009). Mary Eliza Mahoney and the Legacy of African-American Nurses. Chelsea House Publishers. ISBN 9781438107608.